# Luke Casserly
Luke Anthony Casserly (Sydney, 11 dicembre 1973) è un ex calciatore e allenatore di calcio australiano, di ruolo centrocampista.